# Општина Кауаш (Сату Маре)
Кауаш (рум. Căuaş) општина је у Румунији у округу Сату Маре.
Oпштина се налази на надморској висини од 116 m.